# Selam (australopitec)
El Selam (DIK-1/1) és un crani i altres parts de l'esquelet fossilitzades d'una femella d'Australopithecus afarensis de tres anys, trobada a Dikika, Etiòpia, l'any 2000 i recuperada en els anys posteriors. Sovint es fa referència a ella amb el nom de Lucy's baby (en català, el nadó de Lucy). Les restes han estat datades en 3,3 milions d'anys d'antiguitat, aproximadament 120.000 anys més antigues que la "Lucy" (datada en 3,18 milions d'anys d'antiguitat). Els fòssils foren descoberts per Zeresenay Alemseged, i són destacables tant per la seva antiguitat com per la seva integritat.
El 20 de setembre de 2006, la revista científica Nature va presentar els descobriments d'una excavació a Dikika, Etiòpia, a uns quilòmetres al sud (a través del riu Awash) d'Hadar, el lloc on s'havien trobat les restes fòssils conegudes amb el nom de Lucy. Es van recuperar sencers el crani i el tors, així com moltes parts de les extremitats. Les característiques de l'esquelet suggereixen una adaptació a caminar drets (bipedisme) així com per pujar als àrbres, característiques que es corresponen amb les característiques de l'esquelet de Lucy i altres espècimens d'Australopithecus afarensis d'Etiòpia i Tanzània. "Lucy's Baby" ha estat batejat oficialment amb el nom de "Selam", que vol dir "pau".
El següent text és un extracte de l'article original que describia el nadó, escrit per Zeresenay Alemseged, Fred Spoor, William H. Kimbel, René Bobe, Denis Geraads, Denné Reed i Jonathan G. Wynn, i que va aparèixer publicat a la revista Nature el 20 de setembre de 2006.
| « | Comprendre els canvis en el desenvolupament ontogenètic és fonamental per a l'estudi de l'evolució humana. Amb l'excepció de l'Home de Neandertal, els patrons de creixement d'homínids fòssils no s'han estudiat àmpliament, donat que el registre fòssil actualment no dispossa d'espècimens que documentin el desenvolupament cranial i postcranial en etapes ontogenètiques inicials. Aquí es descriu un esquelet infantil ben conservat de 3,3 milions d'anys d'un Australopithecus afarensis descobert a l'àrea de recerca de Dikika, a Etiòpia. El crani d'una presumpta femella de tres anys mostra que la majoria de característiques de diagnòstic de les espècies són evidents fins i tot en aquesta fase inicial de desenvolupament. La troballa inclou molts elements d'un esquelet prèviament desconegudes en un registre d'homínids del Pliocè, incloent-hi un os hioide que té la morfologia típica dels simis africans. El peu i altres evidències de l'extremitat inferior proporcionen proves clares d'una locomoció bípeda, però l'escàpula típica de goril·la i les falanges llargues i corbes, plantegen noves preguntes sobre la importància del comportament arborícola en el repertori locomotor de l'Australopithecus afarensis. | » |

Un rostre de Selam es va publicar a la portada del mes de novembre de 2006 a la revista National Geographic.